# عصارخانه حاج حسین صالحی
عصار خانه حاج سیدحسین صالحی مربوط به دوره معاصر است که در فرخ‌شهر از توابع شهرستان شهرکرد قرار دارد. این اثر در تاریخ ۹ فروردین ۱۳۷۸ با شمارهٔ ثبت ۲۲۹۰ به‌عنوان یکی از آثار ملی ایران به ثبت رسیده است.